# Sanatruq I
 (novembre 2024).
Ne doit pas être confondu avec Sanatruk Ier.
Sanatruq I (également orthographié Sanatruk I) fut le premier roi de Hatra, une ancienne cité de la Mésopotamie du Nord (actuel Irak).
Il est connu par plus de 20 inscriptions retrouvées à Hatra et a régné d’environ 140 à 180. Une seule de ses inscriptions est datée (année 176/177). Sanatruq I était le fils de Nasru, qui avait gouverné Hatra de 128 à 140 environ. Il fut l’un des premiers dirigeants de Hatra à se désigner lui-même par le titre de malka (« roi »), tout en portant également le titre de mry' (« administrateur »). Ce titre de roi lui fut accordé par son suzerain parthe, Vologèse IV, en raison de l'importance stratégique croissante de la ville à cette époque,. En effet, au IIe siècle, Hatra prospérait, servant de centre religieux et commercial majeur. La ville était bien fortifiée et avait résisté avec succès aux attaques de l'empereur romain Trajan à trois reprises. Hatra demeura une dépendance des Parthes jusqu'à l'émergence de l'Empire sassanide en 224.
Les deux titres de Sanatruq I sont également attestés pour son frère Wolgash. Il est incertain s’ils ont régné ensemble et partagé le titre de roi des Arabes. Le nom de Sanatruq I (« celui qui vainc ses ennemis ») est d'origine iranienne, un nom typique utilisé par la famille royale parthe, attestant de la forte influence parthe à Hatra,. C'est probablement sous Sanatruq I que le bâtiment carré de Hatra fut construit. Ce bâtiment présente de nombreuses similitudes avec les futurs temples du feu sassanides.
Sanatruq I fut remplacé par Abdsamiya. La relation entre les deux dirigeants reste incertaine; aucune preuve ne permet de confirmer qu’ils appartenaient à la même dynastie. Abdsamiya n’a jamais mentionné le nom de son père. Cependant, le successeur d’Abdsamiya portait le nom de Sanatruq II, ce qui pourrait suggérer une continuité de la lignée de Sanatruq I. Les statues hattéennes commémorant Sanatruq I et sa dynastie n'ont pas été retirées, indiquant que si un changement de dynastie a eu lieu, il s’est fait pacifiquement.